# Morfologia dos solos
A morfologia do solo estuda os fatores que causam a modificação do mesmo, ou seja, fatores físicos (força do vento), químicos (modificações químicas da rocha com a água por exemplo) e biológicos (minhocas por exemplo) que fazem com que o solo sofra mutações. Essas mutações e suas formas dão origem aos diversos tipos de solo existentes em nosso planeta.
Quanto maior a atuação da pedogênese no solo, mais este se tornará um corpo individual, com características próprias. Para se determinar o tipo de solo, busca-se pesquisas teóricas e dois momentos empíricos:
- Análise de campo
- Análise de laboratório.

A análise de campo é, sem dúvidas, um dos momentos mais importantes do estudo da pedologia, sendo o único momento em que o pesquisador poderá ver o solo como um corpo tridimensional, atrelado a paisagem. Em laboratório, na maioria dos processos, o solo deverá ser destruído de sua estrutura original (salvo preparação para micromorfologia). Informações como a cor do solo, influência do relevo e biomassa e estrutura de agregados se perderão.
O principal objetivo do estudo em campo é descrever de forma padronizada a morfologia, ou seja, a "anatomia" do solo, a qual será melhor analisada junto aos resultados laboratoriais para se determinar o tipo de solo, sua gênese, etc...
Geralmente os processos de descrição são bastante simples e não exigem equipamentos mais complexos do que pás, martelos de pedólogos, lupas, água para molhar a amostra e tabela de cor. Os sentidos usados pelo pedólogo geralmente são o tato (para se testar textura) e visão; há, contudo, alguns métodos descritivos, menos usuais e não aconselhados, que se utilizam do paladar (para determinar se a amostra é siltosa ou argilosa) e até olfato, para se determinar decomposição e presença de rochas argilosas.
Nesta análise visual inicial, distinguem-se os horizontes do solo, detectando-se a translocação de argilas e matéria orgânica pela cor e consistência. Depois recolhem-se amostras que serão analisadas para determinar a composição em areia (grossa e fina), argila e silte. Essas partículas distinguem-se primeiramente pelo tamanho, mas suas propriedades são diferentes, por exemplo, as argilas adsorvem partículas.
Um solo possuí camadas horizontais de morfologia diferente entre si. Essas camadas são chamadas de horizontes. Essas camadas, apesar de todas as normas e técnicas, dependem para sua delimitação em campo estritamente dos sentidos do pedólogo.
A soma destas camadas define o perfil do solo. Como a ação pedogenética, tal como perturbação de seres vivos, infiltração de água, entre outros, é variável ao perfil, é constante o desenvolvimento de alguns horizontes. Diz-se que quanto mais distante da rocha mãe, mais intensa e/ou antiga foi a ação pedogenética.
Esquema representando o perfil do solo.
Basicamente um perfil de solo apresenta os horizontes:
- O - O horizonte orgânico do solo e bastante escuro
- H - Horizonte de constituição orgânica, superficial ou não, composto de resíduos orgânicos acumulados ou em acumulação sob condições de prolongada estagnação de água, salvo se artificialmente drenado.
- A - Horizonte superficial, com bastante interferência do clima e da biomassa. É o horizonte de maior mistura mineral com húmus.
- E - Horizonte eluvial, ou seja, de exportação de material, geralmente argilas e pequenos minerais. Por isso são geralmente mais claros que demais horizontes.
- B - Horizonte de maior concentração de argilas, minerais oriundos de horizontes superiores (e, às vezes, de solos adjacentes). É o solo com coloração mais forte, agregação e desenvolvimento.
- C - Porção de mistura de solo pouco denso com rochas pouco alteradas da rocha mãe. Equivale aproximadamente ao conceito de saprólito.
- R ou D - Rocha matriz não alterada. De difícil acesso em campo.

A textura do solo depende da proporção de areia, do silte (ou limo), ou argila na sua composição.
Isso influencia na:
- taxa de infiltração da água
- armazenamento da água
- aeração
- facilidade de mecanização
- distribuição de determinados nutrientes (fertilidade do solo).

As percentagens de argila, silte e areia mudam bastante ao longo da extensão de um terreno. A maneira em que esses diferentes tipos de grãos se distribuem é de extrema importância na disseminação da água no solo. A textura modifica o movimento da água.
No Brasil existe uma camada superficial que é arenosa e uma subsuperficial argilosa o que resulta em uma diferença quanto à porosidade. A água acaba penetrando mais facilmente na parte de cima e lentamente na camada inferior. Isso facilita a erosão em função do relevo e cobertura vegetal ou prejudica o desenvolvimento das raízes das plantas.
Como a cor é algo bastante subjetivo, geralmente em todo o mundo se utiliza uma tabela de cor padrão, chamada de Münsell. Esta tabela consiste em aproximadamente 170 cores arranjadas de formas diversas.
Achando a cor do solo nesta tabela, anota-se os três elementos básicos que regem o sistema de cores Münsell
- Matriz (Hue) - A cor pura, descrita entre vermelho (R), amarelo (Y), etc...
- Valor (Value) - É o tom de cinza presente na cor ("claridade" da cor), variando entre branco ( valor 10) ou preto (valor 0)
- Croma (Chroma) - proporção da mistura da cor fundamental com a tonalidade de cinza. Variando também de 0 a 10.

A cor implica diversas considerações imediatas sobre o solo. Geralmente, quanto mais escura, maior será o conteúdo de matéria orgânica. Já a presença de óxidos de ferro dão tons avermelhados para os solos. Cromas menos que 2 ou 3 podem indicar processo de gleização no solo. A cor Preto-azulado pode determinar magnésios.
As partículas da textura podem se encontrar agregadas (porém não como rochas). A estrutura é então referente ao tamanho, forma e aspecto destes agregados.
Os agregados, por sua vez, têm diversos graus de adesão, podendo ser mais friáveis (macios) ou mais brandos (duros). A resistência desses agregados é conhecida como consistência, e, como depende da textura, porosidade e outros fatores, é também testada em amostras
- secas - para se determinar a dureza ou tenacidade
- úmidas - para se determinar a friabilidade
- molhadas - plasticidade e pegajosidade.

Poros são os "vãos" dentro do solo. O maior fator de criação de tais poros é o bioma compostos de insetos, minhocas, etc... Os poros ajudam a penetração de água e sua permeabilidade, que, por sua vez, transporta material para dentro do solo, dos horizontes mais superficiais para os mais profundos.
São dois grupos de poros, com um intermediário:de acordo com o diâmetro dos poros
- macroporos - geralmente maiores de 0,075mm. Esses poros perdem sua água após 48h de secagem natural e são os que mais determinam a permeabilidade e aeração do solo.
- mesoporos - intermediário entre macroporos e microporos (entre 0,030mm e 0,075mm).